# Евенбах Євгенія Костянтинівна
Евенбах Євгенія Костянтинівна (нар. 17 серпня 1889, Кременчук — †18 липня 1981) — російська художниця, майстер графіки, член Спілки художників СРСР.

## Життєпис
Народилася в родині залізничників у Кременчуці. Освіту отримала в гімназії м. Катеринослава.
1910 року продовжила навчання в Імператорському товаристві заохочення мистецтв у Миколи Реріха.
У 1911 і 1913 протягом двох експедицій за дорученням Дмитра Яворницького збирала і перемальовувала зразки народної творчості Катеринославщинини, вперше відкривши для широкого загалу петриківський розпис.
1918-21 навчалась у Петроградських державних вільних художніх майстернях у Василя Шухаєва.
З 1920-тих років співпрацювала з дитячими видавництвами над книжковими ілюстраціями.
В 1930-ті роки ілюструвала підручники для народів Крайної Півночі, подорожувала Далеким Сходом та Амуром.
1937 року виконала серію робіт, присвячених місту Комсомольськ-на-Амурі.

## Посиалання
- Біографія та картини Є. Евенбах (рос.) [Архівовано 21 червня 2015 у Wayback Machine.]